# Atenuação

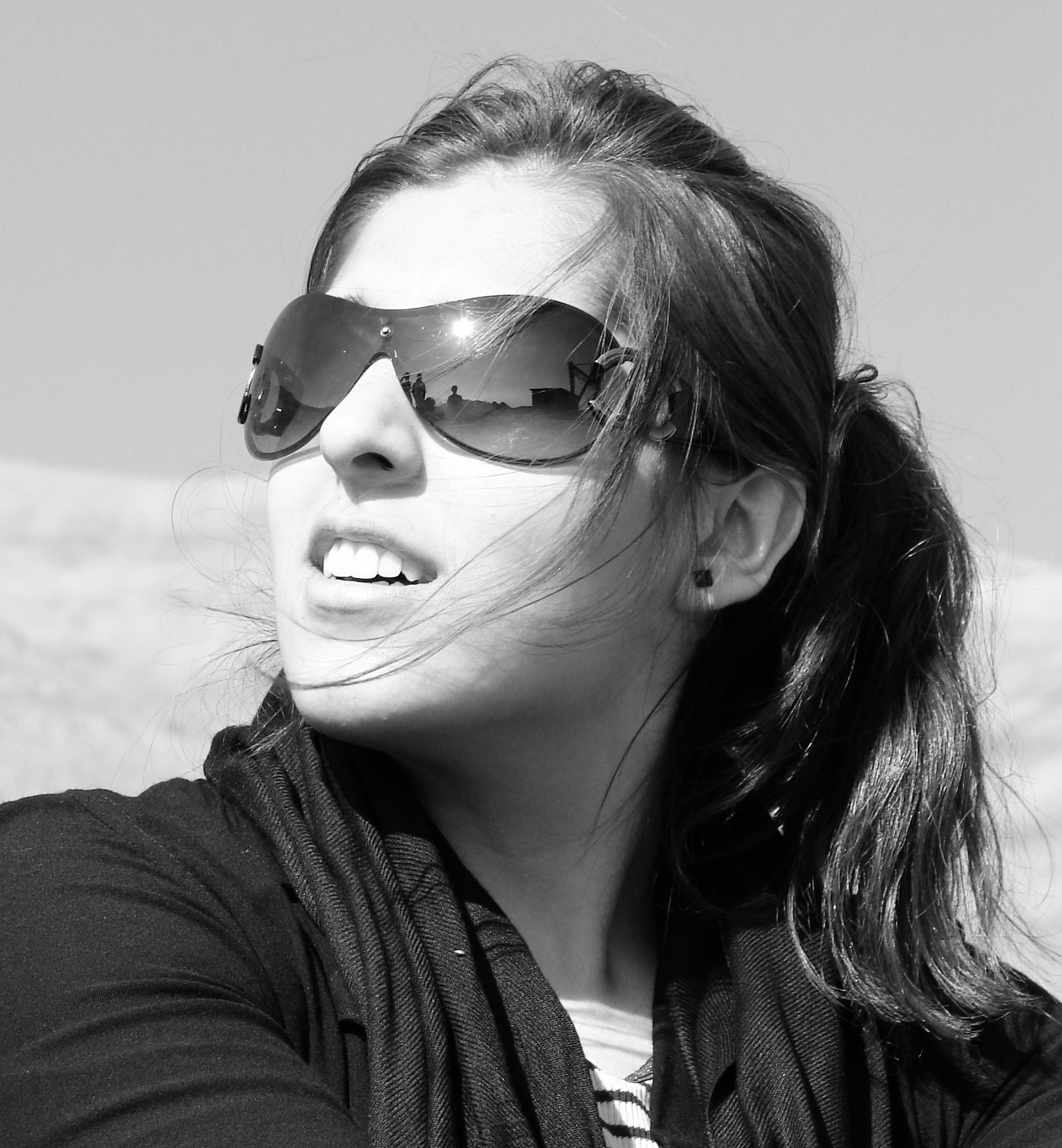
Óculos de sol atenuam a luz visível, e alguns também atenuam a radiação ultravioleta

Atenuação é a perda gradual de intensidade de qualquer tipo de fluxo através de um meio. Por exemplo, a luz solar é atenuada por óculos de sol, os raios X são atenuados por chumbo, a luz é atenuada pela água e pelo ar e o som possui taxas de atenuação variaveis.
Os protetores auditivos ajudam a reduzir o fluxo acústico que flui para os ouvidos. Esse fenômeno é chamado de atenuação acústica e é medido em decibéis.

## Definição
Quando a radiação passa pela matéria ocorre o que chamamos de atenuação. Se considerarmos a contagem de fótons de raios X passando por uma placa de metal quando não há atenuação {\displaystyle R_{0}} e a contagem com atenuação {\displaystyle R} podemos calcular a transmissão através de:
{\displaystyle T={\frac {R}{R_{0}}}}
e este valor, por sua vez, se relaciona com a espessura {\displaystyle d} da placa através de
{\displaystyle \ln(T)=-\mu d}
onde {\displaystyle \mu } é um fator de proporção conhecido como "coeficiente de atenuação linear".

## Coeficiente de atenuação
O coeficiente de atenuação de um material caracteriza a facilidade com que ele pode ser penetrado por um feixe de luz, som, partículas, outra energia ou matéria, em função da espessura do material absorvedor. Um grande coeficiente de atenuação significa que a onda é rapidamente absorvida à medida que ela passa pelo meio. Um pequeno coeficiente de atenuação significa que a onda é relativamente pouco absorvida pelo material. A unidade do coeficiente de atenuação no Sistema Internacional de Unidades é m-1.
Matematicamente a atenuação é representada por:
{\displaystyle I=I_{0}e^{-\mu \,x}}
onde {\displaystyle I{0}} é a intensidade da radiação incidente, {\displaystyle I} é a intensidade da radiação que emerge do material, {\displaystyle x} é a espessura do material absorvedor e µ é o coeficiente de atenuação linear total.
Existem duas formas gerais de perda de energia da oscilação: absorção e espalhamento, por exemplo, a dispersão de luz. Em meios homogêneos as ondas são bem absorvidas e refletidas claramente, já nos meios heterogêneos as ondas se espalham e refletem difusamente. 

## Ondas

Variação da intensidade com o inverso do quadrado da distância

As ondas em campo aberto, ou seja, na ausência de obstáculos, sofrem uma atenuação geométrica , pelo fato que o poder da onda é espalhado de uma maneira que a micro-onda se reparte em uma área quadruplada cada vez que  a distancia da fonte dobra ; elas seguem a lei do inverso do quadrado da distância.
A atenuação inclui além disso os efeitos da absorção, a distribuição da energia irradiada pelo meio, e em geral todos os efeitos que contribuem para perdas. Falamos de atenuação principalmente no que diz respeito as ondas acústicas, incluindo ondas de ultrassom e infrassônicas e eletromagnéticas.